# Девушка со статусом «Положительная»
«Девушка со статусом «Положительная» (англ. Girl, Positive, также используется вариант Girl, Posi+ive) — телевизионная драма канала Lifetime, снятый и вышедший в эфир в 2007 году. В главных ролях снялись Андреа Боуэн и Дженни Гарт.

## Сюжет
Рейчел — обычная старшеклассница. У неё есть любимый парень, отличные друзья и место в школьной команде по футболу. Подготовка к колледжу и будущее расставание с любимым — всё, что беспокоит девушку. Однако её жизнь буквально рушится на глазах, когда выясняется, что её бывший парень по имени Джейсон, который погиб несколько месяцев в автомобильной катастрофе, был наркоманом и ВИЧ-положительным.
Рейчел устремляется в клинику, где подтверждается страшный диагноз — она заражена вирусом. Опустошённая, в отчаянии, Рейчел обращается за поддержкой к своей учительнице, Саре, которая больна этим недугом уже несколько лет, но никто об этом не знает. Однако маленькая школа не в силах хранить такие большие секреты, а многие вот-вот осознают, что они беззащитны перед лицом болезни.

## В ролях
- Андреа Боуэн — Рейчел Сэндлер
- Дженни Гарт — Сара Беннетт
- Нэйтан Андерсон — Тим Уилли
- Эван Гэмбл — Грег Марквелл
- Рода Грифитс — Карен Сэндлер
- Эрик Фон Диттен — Джейсон
- С. Эпата Меркерсон — Ариэль Уинтерс
- Эндрю Мэттьюз — Марк
- Кэролин МакКиноли — Сандра Марквелл
- Кори Флешфолер — Ренди Ньюэлл
- Лора Уиггинс — Линдси Картер
- Ленс И. Николс — Доктор Крейн
- Пол Ри — Тренер Фалмер
- Кэти Пауэрс — Молли

## Съёмки
Съёмки фильма проходили в Новом Орлеане, штат Луизиана, Соединённые Штаты Америки.

## Музыка
В фильме звучали две песни: «Closer To You» в исполнении Samantha Mollen и «Fly» в исполнении Kari Kimmel.

## Награды
Image Awards (2008):
- Выдающиеся исполнение роли актрисой в телевизионном фильме или мини-сериале (С. Эпата Меркерсон) — Номинация

Prism Awards (2008):
- Лучшее исполнение женской роли в телевизионном фильме или мини-сериале (Дженни Гарт) — Победитель
- Лучшее исполнение женской роли в телевизионном фильме или мини-сериале (Андреа Боуэн) — Победитель
- Лучший телевизионный фильм или мини-сериал — Номинация